# Guilherme Nunes
Guilherme Nunes da Silva (Novo Hamburgo, 12 luglio 1998) è un calciatore brasiliano, centrocampista del Floresta.

## Caratteristiche tecniche
È un centrocampista difensivo.

## Carriera
Cresciuto nel settore giovanile del Santos, debutta in prima squadra il 18 febbraio 2018 in occasione dell'incontro del Campionato Paulista vinto 1-0 contro il San Paolo. Successivamente debutta anche in Coppa Libertadores e nel Brasileirão rispettivamente contro Nacional e América-MG per poi essere ceduto in prestito a Paraná e Portuguesa.

## Statistiche
Statistiche aggiornate al 27 gennaio 2021.

### Presenze e reti nei club
| Stagione        | Squadra         | Campionato      | Campionato | Campionato | Coppe nazionali | Coppe nazionali | Coppe nazionali | Coppe continentali | Coppe continentali | Coppe continentali | Altre coppe | Altre coppe | Altre coppe | Totale | Totale | Totale |
| Stagione        | Squadra         | Comp            | Pres       | Reti       | Comp            | Pres            | Reti            | Comp               | Pres               | Reti               | Comp        | Pres        | Reti        | Pres   | Reti   |        |
| --------------- | --------------- | --------------- | ---------- | ---------- | --------------- | --------------- | --------------- | ------------------ | ------------------ | ------------------ | ----------- | ----------- | ----------- | ------ | ------ | ------ |
| 2018            | Santos          | A1/SP+A         | 2+2        | 0          | CB              | 0               | 0               | CL                 | 1                  | 0                  |             | -           | -           | 5      | 0      |        |
| 2019            | Santos          | A1/SP+A         | 0          | 0          | CB              | 0               | 0               | CS                 | 0                  | 0                  |             | -           | -           | 0      | 0      |        |
| 2019            | Paraná          | A1/PR+B         | 0          | 0          | CB              | 0               | 0               |                    | -                  | -                  |             | -           | -           | 0      | 0      |        |
| 2020            | Portuguesa      | A2/SP           | 6          | 1          | CB              | 0               | 0               |                    | -                  | -                  |             | -           | -           | 6      | 1      |        |
| 2020            | Santos          | A1/SP+A         | 0+4        | 0          | CB              | 0               | 0               | CL                 | 1                  | 0                  |             | -           | -           | 5      | 0      |        |
| Totale carriera | Totale carriera | Totale carriera | 14         | 1          |                 | 0               | 0               |                    | 2                  | 0                  |             | -           | -           | 16     | 1      |        |